# Georg Ludvig af Slesvig-Holsten-Gottorp
Georg Ludvig af Slesvig-Holsten-Gottorp (tysk: Georg Ludwig von Schleswig-Holstein-Gottorp; 16. marts 1719 – 7. september 1763) var en preussisk officer og kejserlig russisk feltmarskal. 

## Ægteskab og børn
Georg Ludvig giftede sig den 1. januar 1750 på Schloss Prökelwitz i Østpreussen med prinsesse Sophie Charlotte af Slesvig-Holsten-Sønderborg-Beck (1722–1763). De fik tre børn:
- Frederik (1751-1752);
- Vilhelm (1753-1774);
- Peter Frederik Ludvig (1755-1829), Hertug af Oldenburg, gift i 1781 med Frederikke af Württemberg.

Sophie Charlotte døde den 7. august 1763, præcis en måned før sin mand.

## Eksterne links
- Wikimedia Commons har flere filer relateret til Georg Ludvig af Slesvig-Holsten-Gottorp